# آلکس میلر (نویسنده)
آلکس میلر (انگلیسی: Alex Miller؛ زادهٔ ۲۷ دسامبر ۱۹۳۶) یک نویسنده و رمان‌نویس اهل استرالیا است.

وی در سال ۱۹۹۳ برای رمان بازی نیاکان و در سال ۲۰۰۳ برای کتاب سفر به سرزمین سنگ جایزه مایلز فرانکلین را دریافت کرد.